# Kabasfatin
Kabasfatin (Kabas Fatin) ist eine osttimoresische Aldeia im Suco Seloi Malere (Verwaltungsamt Aileu, Gemeinde Aileu). 2015 lebten in der Aldeia 1023 Menschen.

## Geographie und Einrichtungen

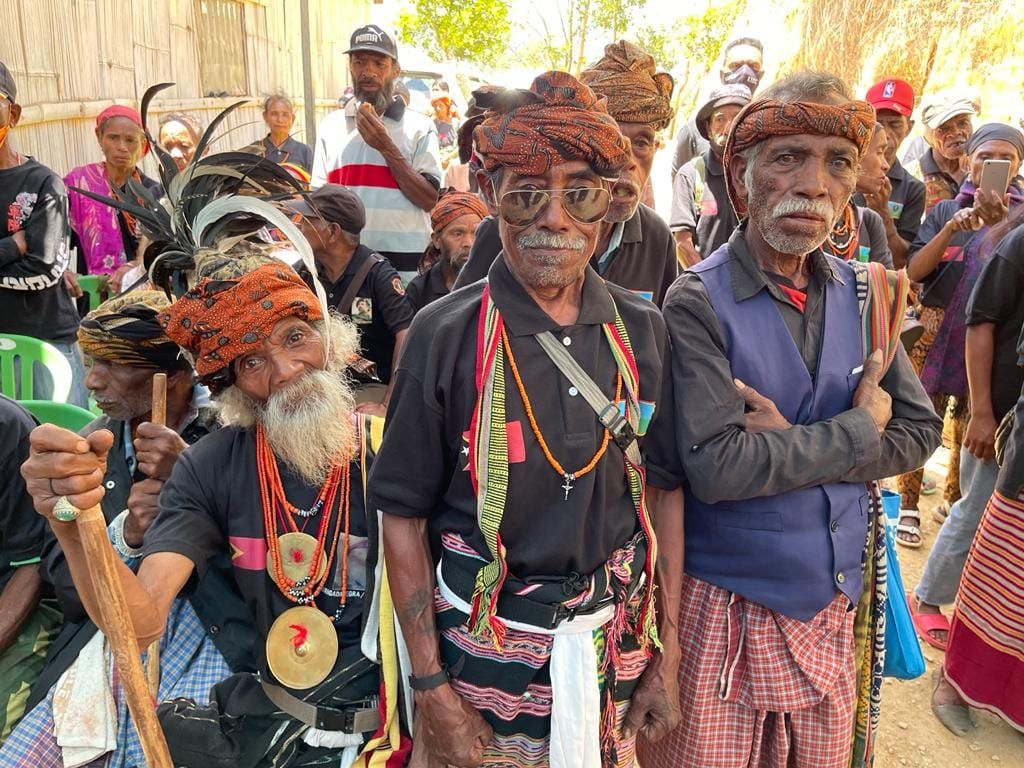
Männer in traditioneller Tracht in Kabasfatin

Die Aldeia Kabasfatin liegt im Südosten des Sucos Seloi Malere. Westlich befindet sich die Aldeia Taratihi, nördlich die Aldeia Cotbauru und nordöstlich die Aldeia Malere. Im Süden grenzt Kabasfatin an den Suco Liurai, im Südosten mit dem Fluss Manolane an die Sucos Lausi und Bandudato und im Osten mit dem Fluss Mumdonihun an den Suco Fahiria, der am Zusammenlauf der beiden Flüsse eine kleine Exklave am nordwestlichen Ufer einnimmt. Die Flüsse gehören zum System des Nördlichen Laclós.
Im Nordosten befindet sich der Süden der Gemeindehauptstadt Aileu. Von hier aus führt eine Überlandstraße in Richtung Maubisse. Eine weitere Siedlung liegt am Ufer des Manolane. Das Bergland im Zentrum und Westen der Aldeia ist unbesiedelt.
In der Aldeia Kabasfatin befinden sich die Stadtteile Aileus Kabasfatin und Ercolobere. Den Stadtrand im Südwesten bildet der Ortsteil Slorhum. In Ercolobere liegen die katholische Grundschule Escola dos Flores und der Fußballplatz, in Kabasfatin das katholische Colégio São Paulo und die katholische Primärschule São Paulo sowie die Privatklinik Aileu Vila und die katholische Pfarrkirche São Pedro e São Paulo.

## Politik
2023 wurde Caitano Rese Loe zum Chefe de Aldeia gewählt.